# Бентос-300
| "Бентос-300" №1                                                                      | "Бентос-300" №1                                                                      | "Бентос-300" №1                                                                      |
| ------------------------------------------------------------------------------------ | ------------------------------------------------------------------------------------ | ------------------------------------------------------------------------------------ |
|                                                                                      |                                                                                      |                                                                                      |
|                                                                                      |                                                                                      |                                                                                      |
|                                                                                      |                                                                                      |                                                                                      |
| Верф                                                                                 | Ленінградське адміралтейське об'єднання (ЛАО)                                        | Ленінградське адміралтейське об'єднання (ЛАО)                                        |
| Замовлення                                                                           | Міністерством рибного господарства СРСР                                              | Міністерством рибного господарства СРСР                                              |
| Закладений                                                                           | 05.01.1973                                                                           | 05.01.1973                                                                           |
| Переданий                                                                            | 10.1976                                                                              | 10.1976                                                                              |
| Проєкт                                                                               |                                                                                      |                                                                                      |
| Класифікація ПЧ                                                                      | Підводна лабораторія, що буксирується (ПЛБ)                                          | Підводна лабораторія, що буксирується (ПЛБ)                                          |
| Варіанти проєкту                                                                     | 1603                                                                                 | 1603                                                                                 |
| Розробник проєкту                                                                    | ЛПМБ "Рубін", ЦПБ "Волна", СПМБМ "Малахіт"                                           | ЛПМБ "Рубін", ЦПБ "Волна", СПМБМ "Малахіт"                                           |
| Головний конструктор                                                                 | Михайлов І.Б.                                                                        | Михайлов І.Б.                                                                        |
| Основні характеристики                                                               |                                                                                      |                                                                                      |
| Швидкість (підводна)                                                                 | 1,3 вуз.                                                                             | 1,3 вуз.                                                                             |
| Робоча глибина занурення                                                             | 320 м                                                                                | 320 м                                                                                |
| Гранична глибина занурення                                                           | 400 м                                                                                | 400 м                                                                                |
| Автономність плавання                                                                | робоча — 192 год, аварійна — до 14 діб                                               | робоча — 192 год, аварійна — до 14 діб                                               |
| Екіпаж                                                                               | 12 осіб                                                                              | 12 осіб                                                                              |
| Розміри                                                                              |                                                                                      |                                                                                      |
| Довжина найбільша (по КВЛ)                                                           | 30.3 м                                                                               | 30.3 м                                                                               |
| Ширина корпусу найб.                                                                 | 6.1 м                                                                                | 6.1 м                                                                                |
| Висота                                                                               | 12.0 м                                                                               | 12.0 м                                                                               |
| Середня осадка (по КВЛ)                                                              | 6.2 м                                                                                | 6.2 м                                                                                |
| Водотоннажність підводна                                                             | 505 т                                                                                | 505 т                                                                                |
| Силова установка                                                                     |                                                                                      |                                                                                      |
| Свинцево—кислотна акумуляторна батарея: 112 елементів ємністю 21600 А*год, 175—320 В |                                                                                      |                                                                                      |
| Рухова установка                                                                     | Двигун пост.струму 16 кВт — варіатор — гребний вал. Підрулювальний пристрій 4,1 кВт. | Двигун пост.струму 16 кВт — варіатор — гребний вал. Підрулювальний пристрій 4,1 кВт. |
| Гвинти                                                                               | Маршовий —1 ГФК в поворотній насадці, 2 ГФК підрулювального пристрою                 | Маршовий —1 ГФК в поворотній насадці, 2 ГФК підрулювального пристрою                 |
| Озброєння                                                                            |                                                                                      |                                                                                      |

Підводні лабораторії, що буксируються (ПЛБ) «Бентос-300» — це серія з двох підводних лабораторій: ПЛБ № 1 (дослідної) та ПЛБ № 2 (головної), призначених для тривалих наукових спостережень у підводному середовищі.
Назва «Бентос» походить від слова «бе́нтос» (грец. βενθος — «глибина») і стосується сукупності організмів, що мешкають на дні водойм.

## Історія

### ПЛБ «Бентос-300» №1.

Історична довідка

Історія створення підводної лабораторії «Бентос-300» розпочалася у 1964 році, коли завідувач лабораторії техніки підводних досліджень Полярного науково-дослідного інституту морського рибного господарства і океанографії (ПІНРО) О. Кисільов разом із вченим М. Заферманом підготували пропозицію щодо проєктування підводної лабораторії з глибиною занурення до 300 м. У липні 1965 року Міністерство рибного господарства схвалило цю пропозицію.
Тактико—технічні характеристики та науково-дослідне обладнання ПЛБ мали забезпечити виконання таких завдань:
- багатоденні спостереження за змінами гідрологічних і біологічних факторів;
- проведення наукових досліджень за допомогою встановленої на борту апаратури;
- вихід водолазів на глибини до 60 м для відбору проб, встановлення наукової апаратури та виконання інших підводних робіт;
- визначення запасів мідій і водоростей (філофори) в Чорному морі;
- пошук затонулих об'єктів;
- виконання підводно-технічних робіт.[2]

 Подальші роботи з розробки варіантів конструкції підводної лабораторії велися у відділі підводних досліджень Ленінградського проєктного інституту «Гіпрорибфлот» під керівництвом О.Дмитрієва. Ескізний проєкт було розроблено в цьому інституті, який входив до структури Міністерства рибного господарства СРСР, а подальшим проєктуванням і будівництвом займалися спеціалізовані конструкторські бюро та підприємства Міністерства суднобудівної промисловості СРСР.
Розробку технічного проєкту розпочали в Ленінградському проєктно—монтажному бюро (ЛПМБ) «Рубін». Надалі, після реорганізації, з 1 липня 1970 року проєкт продовжувало Центральне проєктне бюро (ЦПБ) «Волна», яке 23 лютого 1974 року було реорганізоване в Союзне проєктно—монтажне бюро машинобудування (СПМБМ) «Малахіт». Головним конструктором проєкту був І. Б. Михайлов.
ПЛБ будували на Ленінградському адміралтейському об'єднанні (ЛАО). Наприкінці 1975 року було завершено будівництво ПЛБ «Бентос-300» № 1 (дослідної), а навесні 1976 року її відправили у транспортному доку внутрішніми водними шляхами з Ленінграда до Севастополя. Протягом літа тривали випробування лабораторії в Чорному морі. У жовтні 1976 року випробування завершилися зануренням на робочу глибину 320 м і підписанням Державною комісією акта про передачу ПЛБ замовнику для дослідної експлуатації.
Міністерство рибного господарства передало ПЛБ до Севастопольської філії спеціального експериментально—конструкторського бюро промислового рибальства, яка у 1977 році наказом Міністра рибного господарства СРСР № 47 була реорганізована в Севастопольське експериментально—конструкторське бюро з підводних досліджень (СЕКБП).

В подальшому змінювалися як назва організації (з 01.01.1987 — База "Гідронавт"; з 01.07.1991 — НВО «Мариекопром»), так і її підпорядкування (з 1977 року — Міністерство рибного господарства СРСР; з 1991 року — Інститут нових фізичних і прикладних проблем АН України; з 1995 року — Морський гідрофізичний інститут Національної академії наук України).

РПС «Гордий» — судно забезпечення ПЛБ «Бентос-300» № 1.

Для виконання робіт із ПЛБ було необхідне судно забезпечення, здатне заряджати акумуляторні батареї (АБ), наповнювати балони ПЛБ повітрям високого тиску, а також мати каюти для відпочинку змінного екіпажа ПЛБ. Таким вимогам могло відповідати китобійне судно (проєкт 393) після переобладнання в рибопошукове судно (РПС) проєкту 2005. У 1977 році РПС «Гордий» стало судном забезпечення для ПЛБ «Бентос-300» № 1.
Судно забезпечення виконувало наступні функції:
- буксирування ПЛБ до місця робіт;
- контроль за роботою ПЛБ під водою за допомогою гідроакустичного обладнання, забезпечення безпеки робіт;
- заряджання акумуляторних батарей (АБ) ПЛБ;
- заряджання балонів ПЛБ повітрям високого (200 атм.) тиску;
- постачання на ПЛБ питної води та продуктів;
- надання допомоги у випадку виникнення аварійної ситуації, порятунок людей і техніки;
- забезпечення якісного відпочинку змінному екіпажу ПЛБ.[11]

ПЛБ № 1 відправилась в перший науковий рейс 16 лютого 1977 року. Період дослідної експлуатації ПЛБ тривав з 11.02.1977 по 31.12.1980. За цей час відбулося 215 занурень загальною тривалістю 3626 годин.
Протягом 1977—1991 років ПЛБ № 1 працювала в Чорному морі за багатьма програмами, зокрема:
- вивчення і щорічний моніторинг філофорного поля «Зернова»;[14]

- ландшафтне картування шельфових районів;[15]
- вивчення розподілу скупчень мідій;[12]
- вивчення поведінки чорноморських риб: шпрота і мерланга;[16]
- спостереження за гідродрагою для видобутку філофори;[17]
- обстеження труб для випуску каналізаційних стоків міст Кримського півострова;[18]
- пошук і обстеження викидів газу в північно-західній частині Чорного моря;[19]
- вивчення заходів захисту узбережжя Чорного моря в районі Кавказьких гір.[20]

Поля мідій на шельфі.

Роботи з обстеження великих районів велися методом підводного буксирування зі швидкістю 2—4 вузли.

У 1987 році з метою вивчення можливості підняття на поверхню було обстежено пасажирське судно «Адмірал Нахімов», яке затонуло 31 серпня 1986 року в районі порту Новоросійська. 

Форштевень і ватерлінія пасажирського судна «Адмірал Нахімов», що затонуло біля п. Новоросійськ.

Конфузор каналізаційної труби

Наприкінці 1988 року була проведена спільна з вченими Інституту океанології АН Болгарії експедиція з обстеження шельфу Чорного моря в межах кордонів НРБ.
Також ПЛБ здійснила підводні пошуки, під час яких було виявлено та піднято на поверхню:
- океанологічний буй, втрачений Морським гідрофізичним інститутом АН України під час шторму;[24]
- проби підводного ґрунту, з якого відбувались газовиділення, а також проби самого газу;[19]
- дві експериментальні торпеди, які після випробувань не спливли на поверхню.[25]

У 1992 році ПЛБ № 1 було продано приватному власнику. У наступні роки кілька разів змінювалися її власники. У 2000 році внаслідок безконтрольного демонтажу донно—забортної арматури міцний корпус ПЛБ заповнився водою і вона затонула за 10—15 м від берега. У 2004 році ПЛБ передали у власність Севастопольському морському клубу гідронавтів і водолазів «Бентос». 6 березня 2004 року ПЛБ «Бентос-300» № 1 підняли на поверхню. В 2005 році її придбало приватне підприємство «Скайлес» (директор— колишній старший помічник капітана ПЛБ «Бентос-300» Ю.Брага). Протягом наступних років вона перебувала в стані підготовки до експозиції в музеї гідронавтики.
| "Бентос-300" №2                                                                      | "Бентос-300" №2                                                                      | "Бентос-300" №2                                                                      |
| ------------------------------------------------------------------------------------ | ------------------------------------------------------------------------------------ | ------------------------------------------------------------------------------------ |
|                                                                                      |                                                                                      |                                                                                      |
|                                                                                      |                                                                                      |                                                                                      |
|                                                                                      |                                                                                      |                                                                                      |
| Верф                                                                                 | Ленінградське адміралтейське об'єднання (ЛАО)                                        | Ленінградське адміралтейське об'єднання (ЛАО)                                        |
| Замовлення                                                                           | Міністерством рибного господарства СРСР                                              | Міністерством рибного господарства СРСР                                              |
| Закладений                                                                           | 11.1981 р.                                                                           | 11.1981 р.                                                                           |
| Переданий                                                                            | 02.09.1983                                                                           | 02.09.1983                                                                           |
| Проєкт                                                                               |                                                                                      |                                                                                      |
| Класифікація ПЧ                                                                      | Підводна лабораторія, що буксирується (ПЛБ)                                          | Підводна лабораторія, що буксирується (ПЛБ)                                          |
| Варіанти проєкту                                                                     | 1603                                                                                 | 1603                                                                                 |
| Розробник проєкту                                                                    | СПМБМ "Малахіт"                                                                      | СПМБМ "Малахіт"                                                                      |
| Головний конструктор                                                                 | І.Б.Михайлов                                                                         | І.Б.Михайлов                                                                         |
| Основні характеристики                                                               |                                                                                      |                                                                                      |
| Швидкість (підводна)                                                                 | 1,3 вуз.                                                                             | 1,3 вуз.                                                                             |
| Робоча глибина занурення                                                             | 320 м.                                                                               | 320 м.                                                                               |
| Гранична глибина занурення                                                           | 400 м.                                                                               | 400 м.                                                                               |
| Автономність плавання                                                                | робоча — 192 год, аварійна — до 14 діб                                               | робоча — 192 год, аварійна — до 14 діб                                               |
| Екіпаж                                                                               | 12 осіб                                                                              | 12 осіб                                                                              |
| Розміри                                                                              |                                                                                      |                                                                                      |
| Довжина найбільша (по КВЛ)                                                           | 30,3                                                                                 | 30,3                                                                                 |
| Ширина корпусу найб.                                                                 | 6,1                                                                                  | 6,1                                                                                  |
| Висота                                                                               | 12,0                                                                                 | 12,0                                                                                 |
| Середня осадка (по КВЛ)                                                              | 6,2 м.                                                                               | 6,2 м.                                                                               |
| Водотоннажність підводна                                                             | 505 т                                                                                | 505 т                                                                                |
| Силова установка                                                                     |                                                                                      |                                                                                      |
| Свинцево—кислотна акумуляторна батарея: 112 елементів ємністю 21600 А*год, 175—320 В |                                                                                      |                                                                                      |
| Рухова установка                                                                     | Двигун пост.струму 16 кВт — варіатор — гребний вал. Підрулювальний пристрій 4,1 кВт. | Двигун пост.струму 16 кВт — варіатор — гребний вал. Підрулювальний пристрій 4,1 кВт. |
| Гвинти                                                                               | Маршовий — 1 ГФК в поворотній насадці, 2 ГФК підрулювального пристрою                | Маршовий — 1 ГФК в поворотній насадці, 2 ГФК підрулювального пристрою                |
| Озброєння                                                                            |                                                                                      |                                                                                      |

### ПЛБ «Бентос-300» № 2.
Навесні 1983 року на ЛАО було побудовано ПЛБ № 2 (головну). Її випробування проводились у Чорному морі і завершилися зануренням 14 серпня 1983 року на глибину 405 м. 2 вересня 1983 року підводну лабораторію «Бентос-300» № 2 було прийнято в експлуатацію.
Судном забезпечення для ПЛБ № 2 стало рибопошукове судно (РПС) «Дивний» (проєкт 2005), яке було переобладнане з китобійного судна проєкту 393.
Підводна лабораторія «Бентос-300» № 2 працювала в Чорному морі за тими самими науковими програмами, що й ПЛБ № 1.
Під час однієї з експедицій сталася аварійна ситуація, спричинена помилкою вахтового помічника судна забезпечення — рибопошукового судна «Дивний». Він не повідомив вахтових риболовного траулера «Гайдук» про перебування ПЛБ № 2 на ґрунті в цьому районі. Внаслідок зіткнення трала з підводною лабораторією остання зазнала пошкоджень, а трал був від'єднаний від траулера.
У 1988 році ПЛБ № 2 планували перебазувати до новоствореної Далекосхідної філії Бази «Гідронавт» у порт Владивосток. Лабораторію неможливо було перевезти залізницею через надмірну висоту (12,0 м), що перевищувала допустимі габарити для проїзду через тунелі. Альтернативний варіант — морський перехід навколо Євразії — передбачав значні валютні витрати через необхідність частих заходів до іноземних портів для підзаряджання акумуляторної батареї ПЛБ (автономність за запасами електроенергії — 192 години, швидкість буксирування — щонайбільше 6 вузлів). З огляду на це плани перебазування було скасовано
У 1991 році комплекс РПС «Дивний» — ПЛБ «Бентос-300» № 2 продали приватному власнику з Росії, а в 1992 році перебазували до порту Новоросійськ. В подальшому ПЛБ №2 затонула. В 2012 році підводну лабораторію утилізували.
За час роботи в Чорному морі ПЛБ № 1 і ПЛБ № 2 провели понад 1000 занурень загальною тривалістю близько 11 000 годин.

## Конструкція

ПЛБ «Бентос-300»№ 1 пришвартований до РПС «Гордий».

### Міцний корпус.
Циліндричний міцний корпус ПЛБ має сферичні носову і кормову частини. Загальна довжина корпусу становить 23,4 метра, а діаметр — 5,0 метра. Він виконаний зі сталі і поділений двома перебірками на три відсіки, кожен із яких по вертикалі поділений на дві палуби — верхню і нижню. Розташування шпангоутів міцного корпусу — зовнішнє.

### Легкий корпус.
Легкий корпус надає ПЛБ завершеного вигляду та обтічності, необхідної для зниження гідродинамічного опору. Форма легкого корпусу визначається заданими габаритами підводної лабораторії, формою і габаритами міцного корпусу, а також принципом компонування низки забортних систем, таких як система занурення—спливання, вирівнювальна, диферентна, гідравлічна. Верхня його частина є палубою і рубкою легкого корпусу. Як видно на фото, в носовій та кормовій частинах легкого корпусу з кожного борту приварено дуги, призначені для забезпечення роботи водолазів у надводному положенні ПЛБ.

### Відсіки ПЛБ.
- Перший (носовий або науковий), об'ємом  96 м³.

На верхній палубі розташовані: центральний пост керування, пост гідролокаторів «Омуль» і «Simrad», установка забору планктону і фауни (УПФ), гідроакустичний комплекс «Бізвук», установка боротьби з пожежею Л. О. Х. У центральному посту знаходяться крісла капітана і головного механіка. Зверху, посередині відсіку, розташований люк у міцному корпусі, що веде до спостережно-рятувальної рубки.
На нижній палубі знаходяться 10 ілюмінаторів діаметром 240 мм (розташовані у два ряди) для спостереження, 3 перископи для спостереження, батометричний пристрій «Нева», пости керування поворотними штангами із закріпленими на них світильниками СГН-64, комплекс «Рецептор» для витискання за борт хімічних речовин, комплекс звукопідводного зв'язку із судном забезпечення, а також окреме приміщення лабораторії. Вона герметично закривається і має автономну систему витяжної вентиляції для поглинання шкідливих летючих компонентів.
По центру нижньої палуби знаходиться люк, котрий веде до найнижчого приміщення ПЛБ — спостережної камери. Вона теплоізольована і захищена легким корпусом, має 7 ілюмінаторів діаметром 150 мм, які розташовані врізнобіч для кругового огляду.
- Другий (центральний або житловий), об'ємом 108 м³.

На верхній палубі по лівому борту знаходиться кают—компанія з довгим столом, диваном і стільцями—"вертушками" для всього екіпажу. По правому борту розташовані три каюти з розсувними дверима. У кожній каюті по чотири ліжка. В кормі відсіку розташований батарейний автомат, який під'єднує акумуляторні батареї (АБ) до Головного розподільчого щита (ГРЩ) або роз'єднує їх, а також захищає кабелі живлення ГРЩ від перевантаження електричним струмом.
На нижній палубі розташована акумуляторна яма, в якій знаходиться акумуляторна батарея — основне джерело живлення ПЛБ. Кількість елементів батареї — 112, кожен вагою 740 кг.
- Третій (кормовий або енергетичний), об'ємом 123 м³.

На верхній палубі розташовані: радіорубка, камбуз з автономною системою вентиляції для поглинання запахів, вигородка перетворювачів електричної напруги — КГ–2,9 і КГ–5,6 (27 В постійного струму), АПО–8–50 (127 В, 50 Гц) і АПО–4–400 (220 В, 400 Гц змінного струму), головний розподільчий щит, провізійні камери — морозильна і холодильна, рефрижераторна установка, маршовий двигун, загальносуднові вентилятори — вдувний і витяжний.
Зверху відсіку знаходиться нижній люк шахти рубкового люка, що має вигляд вертикальної труби. Верхній люк шахти розташований всередині рубки легкого корпусу.
На нижній палубі знаходяться гальюн з автономною системою вентиляції, насоси гідравліки, пневмогідроакумулятор, компресор повітря високого тиску, аварійний дизель—генератор, редуктори повітря середнього і низького тиску, водяні насоси систем стабілізації та осушувальної. В кормовій частині нижньої палуби знаходиться водолазний комплекс. В районі водолазного комплексу з кожного борту в міцний корпус ПЛБ вмонтовано по одному ілюмінатору діаметром 240 мм.

## Обладнання і системи ПЛБ

### Навігаційне обладнання і зв'язок.
Система управління ПЛБ забезпечує:
- автоматичне керування ПЛБ по курсу;
- автоматичну стабілізацію глибини занурення на глибинах від 25 м до 250 м;
- автоматичні переходи на задану глибину в межах 25—250 м;
- дистанційне управління швидкістю ходу;
- дистанційне ручне управління рушійним комплексом лагового переміщення;
- приймання та віддавання змінного баласту в цистерні стабілізації.[39]

Для контролю забортного простору використовуються дві гідроакустичні станції «Омуль», вібратори яких направлені вперед—назад і уверх—вниз, а корпуси вібраторів можна обертати від 0о до 90о у вертикальній площині та від 0о до 145о у горизонтальній площині. На ПЛБ № 1 у 1987 році додатково як гідролокатор установили норвезький ехолот «Simrad».
Для забезпечення зв'язку з судном забезпечення в надводному положенні на підводній лабораторії (ПЛБ) встановлено дві радіостанції — для роботи на коротких і ультракоротких хвилях.
У підводному положенні використовується комплекс звукопідводного зв'язку. Зв'язок під водою здійснюється з періодичністю не менше одного разу на годину. Відсутність зв'язку понад одну годину вважається надзвичайною ситуацією: роботу необхідно припинити, а ПЛБ має здійснити спливання на поверхню.
Для внутрішнього зв'язку на підводній лабораторії використовується система «Каштан». Вона забезпечує парний і циркулярний зв'язок із центральним постом управління та верхнім мостом. На випадок аварійної ситуації передбачено резервний телефонний зв'язок за допомогою безбатарейних телефонних апаратів.
Під час роботи водолазного комплексу для зв'язку застосовуються:
- станція ТСР — для зв'язку з відсіками ПЛБ;
- станція НВТС-М — для зв'язку з водолазами в шланговому спорядженні;
- станція звукопідводного зв'язку — для зв'язку з водолазами в автономному спорядженні.[42]

### Системи ПЛБ.

#### Система занурення—спливання.
Система занурення—спливання забезпечує перехід ПЛБ з надводного положення у підводне та навпаки за рахунок зміни її плавучості. Вона складається з цистерн головного баласту (ЦГБ), цистерн диферентної системи, двох вирівнювальних цистерн і однієї цистерни стабілізації.
Цистерни головного баласту розміщені вздовж міцного корпусу з кожного борту і складаються з носових № 1 об'ємом по 28,1 м³; середніх № 2 — по 20,2 м³ і № 3 — по 23,1 м³; та кормових № 4 — по 26,3 м³ і № 5 — по 28,7 м³.
Всі ЦГБ, крім № 2, шпигатного типу, тобто зверху цистерн є клапан вентиляції, через який при зануренні витискається повітря, а знизу цистерни відкриті до моря через шпигати. Конструкція ЦГБ № 2 — кінгстонного типу: зверху цистерни установлені клапани вентиляції, а знизу — кінгстони. Дистанційне керування клапанами вентиляції і кінгстонами ЦГБ № 2 здійснюється з Центрального посту управління за допомогою гідравлічної системи.
Диферентна система включає чотири цистерни: дві в носовій частині — кожна об'ємом 1,44 м³, і дві в кормовій частині — кожна об'ємом 1,62 м³. Дві вирівнювальні цистерни мають об'єм по 12,2 м³ кожна. Цистерна стабілізації має об'єм 9,7 м³.
При зануренні відкриваються клапани вентиляції ЦГБ (спочатку кінцеві, потім середні), цистерни поступово заповнюються водою, і при невеликій негативній плавучості ПЛБ плавно занурюється у воду. Після цього добре здиферентована ПЛБ змінює глибину занурення прийманням чи відкачуванням води з системи стабілізації. Відцентровий насос наповнює або відкачує воду з цистерни стабілізації (тиск у цистерні підтримується рівним забортному). Керування процесом відбувається дистанційно з Центрального поста за допомогою гідравлічної системи. При стабільному положенні в товщі води ПЛБ повинна мати «нульову» плавучість.

#### Система стисненого повітря.
Поділяється на 3 системи: високого, середнього і низького тиску.

##### Система повітря високого тиску.
Джерелом стисненого повітря високого тиску (200 атм) є балони об'ємом 400 л кожний, розміщені зовні міцного корпусу, під легким корпусом. Балони з'єднані в групи по чотири зовні міцного корпусу, і кожна група трубами під'єднана до загальної колонки, яка знаходиться в Центральному посту управління. Балони наповнюються повітрям високого тиску в порту від компресорів судна забезпечення. Під час спливання повітря високого тиску подається в цистерни головного баласту. У підводному положенні при збільшенні тиску у відсіках ПЛБ запускається компресор, який всмоктує повітря з відсіку і знижує в ньому тиск до атмосферного. Нагнітання компресора здійснюється в балони повітря високого тиску.

##### Система повітря середнього тиску.
Джерелом повітря середнього тиску є система повітря високого тиску, з якої через редуктор тиск знижується з 200 атм до 30 атм. Повітря середнього тиску подається до цистерни стабілізації з метою вирівнювання тиску в ній із забортним. За потреби система може поповнюватися повітрям від компресора судна забезпечення.

##### Система повітря низького тиску.
Джерелом повітря низького тиску є система повітря середнього тиску, з якої через редуктор тиск знижується з 30 атм до 1 атм. Повітря низького тиску використовується для подачі прісної води на рукомийники та камбуз, витіснення за борт води з цистерн — фанової та брудної води, а також для роботи пневматичного інструмента.

#### Система гідравліки.
Система включає два насоси гідравліки, пневмогідроакумулятор, трубопроводи, а також виконавчі механізми, що слугують приводами: якірних лебідок, затворів і клапанів системи вентиляції, поворотних штанг, клапанів вентиляції ЦГБ, гідравлічного осушувального насоса, поворотної насадки гребного гвинта. Робочою рідиною в системі є пожежобезпечна рідина ПГВ.

#### Система вентиляції і кондиціонування.
Система складається з двох вентиляторів продуктивністю 3000 м³/год — вдувного по правому борту і витяжного по лівому борту. Герметичність між відсіками забезпечується перебірковими затворами, які мають гідравлічний привід і керуються з Центрального поста. Герметичність міцного корпусу забезпечується клапанами вентиляції, що також мають гідравлічний привід. Перед кожним зануренням за допомогою витяжного вентилятора створюється вакуум. Після герметизації корпусу і зупинки вентилятора протягом 5-10 хвилин контролюється незмінність вакууму всередині міцного корпусу.
У підводному положенні система вентиляції може переводитися в режим перемішування повітря між відсіками. Додатково система вентиляції обладнана місцевими витяжними вентиляторами для всмоктування повітря: у 3-му відсіку — з камбуза, гальюна і сушарки гідрокостюмів; у 2-му відсіку — з акумуляторної ями; у 1-му відсіку — з лабораторії. Подача свіжого повітря у спостережно—рятувальну рубку, спостережну і декомпресійну камери здійснюється через гнучкі шланги. Система кондиціонування служить для підтримки параметрів атмосфери, близьких до комфортних. Кондиціонер розташований у другому відсіку в кормовій частині.

#### Система контролю повітря та його регенерації.
У підводному положенні використовується система контролю повітря. Вона складається з приладів заміру в атмосфері відсіків кількості кисню, вуглекислого газу, окису вуглецю та водню. При зменшенні вмісту кисню до 19 % екіпаж вмикає систему регенерації повітря — спеціальні переносні установки, у які вкладаються пластини, що поглинають окис вуглецю і вуглекислий газ, а також виділяють кисень. Ці пластини після відпрацювання замінюються новими. Кількості пластин регенерації достатньо для перебування під водою 12 членів екіпажу протягом 14 діб.
Ретельний контроль газового середовища ПЛБ, проведений фахівцями Науково-дослідного інституту гігієни водного транспорту під час дослідної експлуатації, показав надійну роботу систем життєзабезпечення. Розміщення установок регенерації по відсіках дозволяло підтримувати в атмосфері ПЛБ вміст кисню в межах 19—21 % (вважається нешкідливим зниження до 16 %), вуглекислого газу 0,3—0,5 % (допустимий вміст 1.5 %) , окису вуглецю щонайбільше 0,0125мг/л.

#### Система стабілізації і осушувальна.
Система складається з двох відцентрових насосів. Вони використовуються для наповнення і осушування чотирьох диферентних, двох вирівнювальних і однієї цистерни стабілізації, а також для осушування відсіків ПЛБ в аварійній ситуації. Для осушування відсіків на максимальній глибині занурення передбачений насос з гідравлічним приводом.

#### Система прісної води.
Система складається з двох цистерн прісної води об'ємом 0,9 м³ у 1-му відсіку та 1,7 м³ у 3-му відсіку. Поповнення цистерн проводиться в порту від судна забезпечення. Після наповнення в цистерну подається повітря низького тиску, яке витісняє воду в трубопроводи системи прісної води для подачі на умивальники, камбуз і душ санітарного блоку.

#### Системи брудної води і фанова.
Оскільки автономність ПЛБ становить до 14 діб, для забезпечення життєдіяльності екіпажу з 12 осіб передбачені фанова система та система збору брудної води.
Система брудної води призначена для відведення стоків з рукомийника 2-го відсіку, а також з мийок лабораторії та камбуза. Вона складається з двох цистерн: об'ємом 1,2 м³ у 2-му відсіку та 2,2 м³ — у 3-му.
Фанова система розташована у 3-му відсіку й включає гальюн та фанову цистерну для збору продуктів життєдіяльності екіпажа.

### Устаткування ПЛБ.

#### Рушійно—стерновий комплекс.
Складається з маршового електродвигуна потужністю 15 кВт, який передає обертання валу до реверс—регулятора. Електродвигун має постійну швидкість обертання в одному напрямку, а реверс—регулятор забезпечує зміну як швидкості обертання гребного валу, так і напрямку його обертання. Вихідний вал реверс—регулятора є гребним валом, що проходить через дейдвудний сальник і закінчується гребним гвинтом фіксованого кроку (ГФК), закріпленим на хвостовій частині вала. Гвинт обертається в насадці, яку можна перекладати з борта на борт на максимальний кут 30° за допомогою гідравлічного приводу. Керування положенням насадки та обертами гвинта здійснюється з пульта «Діорит» у Центральному посту.
Для «лагового» переміщення ПЛБ передбачено підрулювальний пристрій, розташований у 1—му відсіку. Він має привід від електродвигуна потужністю 4,1 кВт. Обертання через редуктор передається двом ГФК, розміщеним у трубі, що проходить поперек діаметральної площини. Цей пристрій дозволяє повертати ніс ПЛБ або здійснювати "лаговий" рух (у поєднанні з маршовим гвинтом).

#### Якірно—буксирний пристрій.
Складається з трьох якорів масою по 1800 кг, якірних лебідок та якірних канатів — сталевих тросів довжиною по 400 м і діаметром 20 мм. Для аварійного відсікання кожен якірний трос обладнаний пневмопривідним механізмом аварійного обрізання. Привід якірних лебідок — гідравлічний. За допомогою якорів ПЛБ може працювати в режимі «ліфта», тобто залишатись тривалий час в одній точці на різних горизонтах.
Буксирний пристрій складається з гака, обладнаного пневмоприводом. У разі аварійної ситуації можна віддати буксирний канат зсередини ПЛБ шляхом подачі стисненого повітря на пневмопривід гака. Практика показала, що підводне буксирування ПЛБ при довжині буксира 800 м може виконуватись до робочої глибини занурення ПЛБ.

#### Водолазний комплекс.
Водолазний комплекс дозволяє водолазам виходити в легководолазному спорядженні за межі міцного корпусу на глибинах до 60 м. Комплекс складається з трьох міцних камер, з'єднаних між собою перехідними люками.
Найбільша з них — шлюзова камера об'ємом 6,8 м³, з робочим тиском до 30 атм. Вона з'єднана з перехідною камерою — верхнім люком, а з забортним простором — нижнім люком, який відкривається ззовні, керівником спусків із відсіку ПЛБ. Об'єм шлюзової камери дозволяє одночасну роботу 2—3 водолазів.
Перехідна камера, об'ємом 0,5 м³, з робочим тиском до 10 атм, з'єднує шлюзову камеру з декомпресійною. Її об'єм достатній для перебування двох осіб без спорядження. Призначення цієї камери — забезпечення переходу водолазів, лікаря або передача спорядження без зміни тиску в шлюзовій чи декомпресійній камері.
Декомпресійна камера, об'ємом 3,5 м³, з робочим тиском до 10 атм, має з'єднання з перехідною камерою та з відсіком ПЛБ у приміщенні вигородки лікаря—спец.фізіолога. Її основне призначення — проведення декомпресії водолазів після виконання робіт під тиском. У камері розміщено два ліжка, два кисневі дихальні прилади та два ілюмінатори для освітлення й візуального нагляду за станом водолазів. Крім того, декомпресійна камера обладнана малим шлюзом для передачі їжі та медикаментів із відсіку ПЛБ.
До обладнання водолазного комплексу належать компресор високого тиску, фільтр ФВД-200 і вісім балонів об'ємом по 400 л кожен, з робочим тиском до 200 атм. На повітряній магістралі перед пультом керування водолазними спусками встановлено редуктори, які знижують тиск повітря з 200 атм до 35—45 атм.

#### Науково—дослідне обладнання.
- Ілюмінатори для забортного спостереження загальною кількістю 23 одиниці[47]: діаметром 240 мм—12одиниць (в 1—му відсіку —10 одиниць, в 3—му відсіку—2 одиниці); діаметром 150мм——11 одиниць (в спостережній камері—7 одиниць, в спостережно—рятувальній рубці—4 одиниці);[36]
- Перископи: для спостереження за навколишнім середовищем на обмежених ділянках ґрунта чи товщі води. Їх кількість — 3 одиниці, розміщені в 1—му відсіку;[55]
- Батометрична установка «Нева»: призначена для відбору проб забортної води на будь-якій глибині занурення та збереження їх чистоти до проведення лабораторного аналізу. За допомогою батометра можна відібрати проби води та оперативно провести експрес—аналізи в лабораторії;[55]
- Пристрій для забору планктону та фауни: призначений для дослідження складу, біомаси та просторового розподілу планктону, а також для вилову дрібних видів риб;[55]
- Установка «Рецептор»: призначена для дозованого виведення за борт біологічно активних речовин із заданою концентрацією з метою дослідження реакцій морських організмів;[55]
- Гідроакустичний комплекс «Біозвук»: призначений для запису, відтворення та передачі у водне середовище гідроакустичних сигналів біологічного походження. За допомогою гідрофонів, встановлених за бортом ПЛБ, комплекс дозволяє реєструвати звуки, які створюють риби та інші морські організми. У його склад входять широкосмуговий магнітофон і акустичний аналізатор для подальшої обробки й розшифрування отриманих записів;[55]
- Гідрологічний комплекс «Поток»: призначений для оперативного отримання інформації про фізичні характеристики навколишнього середовища;[55]
- Комплекс фотографування: призначений для забортного спалаху під час фотографування за допомогою світильників «Бірюза». Лампа ИФК–2000 забезпечує спалах потужністю від 500 до 1000 Дж;[55]
- Гідрологічний комплекс «Градієнт» (встановлений лише на ПЛБ № 2): призначений для дослідження фізичних характеристик забортної води на різних глибинах у певній точці моря;[56]
- Забортне освітлення: складається з 60 світильників СГН—64 з лампами потужністю 630 Вт і напругою 75 В (живлення від мережі 175—320 В постійного струму)[47], світильників з натрієвими лампами ДНаТ—400 потужністю 400 Вт і напругою 220 В, 50 Гц (живлення від мережі 220 В, 50 Гц);[57]
- Лабораторія: розміщена в 1-му відсіку на нижній палубі — призначена для проведення наукових дослідів, а також обробки фото-, кіно- та відеоматеріалів;[55]
- Додатково на борт ПЛБ можна було взяти обладнання загальною масою до 10 тонн.[39]

#### Енергетична система.
- Мережа 175—320 В постійного струму.

Основним джерелом живлення ПЛБ є кислотна акумуляторна батарея (АБ), що складається з 112 елементів, кожен із яких має номінальну напругу 2 В та ємність 21600 А*год. Маса кожного елемента 740 кг. Оскільки напруга акумуляторної батареї (АБ) змінюється залежно від рівня заряду чи розряду, офіційна назва мережі — "175–320 В постійного струму". АБ через батарейний автомат живить Головний розподільчий щит (ГРЩ). Від ГРЩ безпосередньо живляться споживачі великої потужності: гідравлічні насоси, компресор високого тиску, загальносуднові вентилятори, електромашинні перетворювачі. Також від щита відходять розподільні коробки, які забезпечують живлення менш потужного обладнання: автономних вентиляторів, кондиціонера, рефрижераторної установки, камбузного обладнання та забортного освітлення 

Забортне освітлення ПЛБ лампами ДНаТ-400

За початковим проєктом усе забортне освітлення живилося від цієї мережі світильниками СГН–64 з лампами 75 В, 630 Вт, з'єднані послідовно по 4 світильники.Загальна кількість світильників становила 60 одиниць.
- Мережа 27В постійного струму.

Мережа живиться від одного з двох електромашинних перетворювачів: КГ–2,9 або КГ–5,6 потужністю 2,9 та 5,6 кВт відповідно. Мережа 27 В розгалужується відсіками ПЛБ через розподільчі коробки. Основними споживачами цієї мережі є внутрішній зв'язок, освітлення в приміщеннях з підвищеною вологістю, звукопідводний зв'язок та обладнання водолазного комплексу.
- Мережа 127/220В 50 Гц змінного струму.

Мережа живиться від електромашинного перетворювача АПО–8–50 потужністю 8 кВт. За допомогою трансформаторів мережа напругою 127 В, 50 Гц утворює мережу напругою 220 В, 50 Гц. Розподіл мереж 50 Гц відбувається через розподільчі коробки. Основними споживачами мережі 50 Гц є навігаційне обладнання, радіообладнання, гідролокатори, наукове обладнання, а після раціоналізації — і забортне освітлення з використанням натрієвих ламп ДНаТ–400. Натрієві лампи мають світловіддачу, що перевищує 100 лм/Вт (у галогенових 20 лм/Вт, йодно—галієвих 75 лм/Вт).
- Мережа 220В 400 Гц змінного струму.

Мережа живиться від електромашинного перетворювача АПО–4–400 потужністю 4 кВт. Розподіл мережі 127 В, 400 Гц здійснюється через розподільчі коробки. Споживачами мережі 400 Гц є освітлення у відсіках ПЛБ за допомогою ртутних ламп денного світла.

### Аварійне обладнання.

#### Аварійне обладнання на випадок неможливості спливання ПЛБ.
- Спостережно—рятувальна  рубка[60]: дозволяє екіпажу покинути ПЛБ з глибин понад 100 м. Рубка має сферичну форму і розташована вище рівня палуби легкого корпусу в носовій частині. Вона може відокремитись від корпусу ПЛБ у підводному положенні. Для полегшення спливання передбачені два штовхачі, які спрацьовують при подачі повітря високого тиску з балона, призначеного виключно для цього. Рубка обладнана радіостанцією, регенераційною установкою, світильником, аварійною акумуляторною батареєю, а також бачками аварійного запасу їжі і води.[39]. Вона має 4 ілюмінатори та 12 відкидних сидінь для всього екіпажу. Для вилову та підйому спостережно—рятувальної рубки на судні забезпечення передбачений спеціальний пристрій.[44] В лютому 1980 року на ПЛБ № 1 її випробували з глибини 30 м;[48]
- Тубус: укріплений на шахті рубкового люка в 3-му відсіку, що дозволяє екіпажу покинути ПЛБ на глибинах до 60 м. При цьому екіпаж повинен увімкнутись в індивідуальні дихальні апарати, а відсік заповнюється водою до рівня, що перевищує нижню крайку тубуса. Тиск у відсіку зрівнюється із забортним;[48]
- Водолазний комплекс[60]: дозволяє покинути ПЛБ, використовуючи акваланг або індивідуальний дихальний апарат, з глибин до 60 м;[48]
- Аварійний буй[60]: звільняється зсередини корпусу ПЛБ екіпажем, спливає на поверхню та подає радіо- і світловий проблисковий сигнал.[39]. Буй зв'язаний з ПЛБ кабель—тросом. На судні забезпечення встановлений підіймально—спусковий пристрій, який дозволяє піднімати буй на палубу судна та забезпечує телефонний зв'язок з аварійною ПЛБ через кабель—трос;[44]
- Гідроакустичний маяк: вмикається екіпажем у разі неможливості спливання ПЛБ.[39] Маяк створює гідроакустичний сигнал, який дозволяє визначати дистанцію та пеленг на ПЛБ;[44]
- Штоковий пристрій: призначений для використання в аварійній ситуації, коли ПЛБ не може випливти на поверхню.

#### Протипожежне обладнання.
- система об'ємного пожежогасіння Л. О.Х активується при пожежі, яку неможливо ліквідувати вогнегасниками. У такому випадку екіпаж за наказом із Центрального поста має включитись в індивідуальні дихальні апарати[48], які розміщені на постах ПЛБ.[61]

- вогнегасники: порошкові — розміщені в усіх відсіках ПЛБ, а вуглекислотні — біля ГРЩ і батарейного автомата.[48]

#### Обладнання для боротьби з затопленням.
- Насоси — гідравлічний і відцентрові — призначені для осушування відсіків;[48]
- Клини, упори, струбцини — використовуються для усунення локальних теч;[48]
- Рятувальні жилети для кожного члена екіпажу, відповідно до конвенції SOLAS, розміщені на суднових постах та призначені для покидання ПЛБ у надводному положенні.

#### Аварійне електрообладнання.
- Аварійний дизель—генератор: потужність 28 кВт забезпечує в надводному положенні хід, зв'язок, навігацію, освітлення;[58]
- Аварійне освітлення: автоматично вмикається при зникненні напруги в основній мережі. Джерелом живлення аварійних світильників є вбудований акумулятор.

## Екіпаж
Підготовка першого екіпажа ПЛБ здійснювалася на заводі—виробнику за участю спеціалістів, які брали участь у проєктуванні. У 1977 році, з утворенням СЕКБП, у його структурі було створено Відділ підготовки гідронавтів (ВПГ), де розпочалась системна підготовка гідронавтів для роботи на пілотованих підводних апаратах (ППА) та підводних лабораторіях (ПЛБ). Кістяк ВПГ склали к.в.-м.н. Г. Трубчанін, В. Ніков і А. Земсков.
Кандидатами в гідронавти могли стати чоловіки віком до 35 років, які мали вищу технічну або середню спеціальну освіту, щонайменше дворічний стаж роботи за спеціальністю та не менше одного року досвіду плавання на морських суднах. За станом здоров'я кандидати мали відповідати вимогам, що висувалися до водолазів. Кожен кандидат проходив медичну комісію.
Підготовка  гідронавтів здійснювалася за програмою, розробленою та затвердженою Міністерством, і поділялася на чотири етапи:
1-й етап — теоретичні заняття з предметів програми, які тривали протягом усього курсу навчання;
2-й етап — практичні заняття з предметів програми, включаючи відпрацювання операцій з управління підводним апаратом біля пірса та в морі;
3-й етап — після завершення курсу навчання складання іспитів і заліків з усіх предметів програми;
4-й етап — стажування слухачів, які успішно склали іспити, на пілотованих підводних апаратах (ППА) або підводних лабораторіях (ПЛБ).
Загальна чисельність екіпажа ПЛБ — 12 осіб.. При проєктуванні ПЛБ передбачалася штатна структура, що складалася з основного (робочого) та змінного екіпажів. Після низки експериментів капітан ПЛБ Л. Скрипкін запропонував схему, яка згодом добре себе зарекомендувала:
1. Капітан;
2. Головний механік;
3. Старший помічник капітана;
4. Старший електромеханік;
5. Старший механік;
6. Другий електромеханік;
7. Кухар;
8. Лікар-спец.фізіолог;
9. Старший водолазний спеціаліст.

При цьому лікар і водолазний спеціаліст занурювалися на ПЛБ лише за наявності планових робіт із використання водолазного комплексу. У разі їх відсутності склад наукової групи становив п'ять гідронавтів—дослідників.
Безпосередньо у несенні вахти брали участь шість гідронавтів. Встановлювались три восьмигодинні вахти по дві особи (чотири години вахти через вісім годин відпочинку). Вахтові командири — капітан, головний механік та старший помічник капітана — несли постійну вахту: у надводному положенні — на містку ПЛБ, у підводному — в Центральному посту. Вахтові механіки — старший механік, старший електромеханік і другий електромеханік — відповідали за роботу механізмів і регулярно оглядали відсіки ПЛБ.
Найскладніші режими — занурення і спливання, швартування до судна забезпечення, зарядка акумуляторної батареї, поповнення запасів, підготовка до переходу і занурення — забезпечувалися всім екіпажем, включно з науковою групою. У разі короткострокових занурень тривалістю менше доби склад наукової групи оновлювався щоденно.
За час експлуатації ПЛБ № 1 (1976—1991) та ПЛБ № 2 (1983—1991) тривалий час на ПЛБ працювали:
- капітанами—наставниками: Л. Скрипкін (1-й екіпаж), М. Цебрик, М. Табула, П. Яценко[28], О.Грязнов[62], капітаном — С.Савицький[65];
- головним механіком — Л.Банников (1-й екіпаж). Ю.Матюшин, В.Захаров, В.Сополєв, О.Українець, О.Древетняк, О.Шаблій;
- старшим помічником капітана — В.Шаляпін (1-й екіпаж), Є.Лепський, А.Дроздов, Ю.Брага, І.Кисіль, С.Омельченко, Л.Ситник, І.Аврашов;
- старшим механіком — О.Дюльдін, Ю.Максаков, В.Черевков, С.Прошин, В.Кривецький, О.Загорський;
- електромеханіками на обох посадах — І.Рудий (1-й екіпаж), Г.Бєльников (1-й екіпаж), Ю.Тараненко, Є.Ходак, В.Машинський, Є.Виноградов[66], Є.Стеблянко, Ю.Тимофєєв, В.Пляко, Ю.Сухов, С.Пахомов, Л.Медуниця;
- старшим водолазним спеціалістом — А.Ігнатьєв (1-й екіпаж), О.Корольов, О.Кошовий, В.Хом'як, В.Кальчук, Л.Ситник;
- лікарем спец.фізіологом — М.Кришний, В.Кара;
- кухарем — Г.Балика, А.Рябко, М.Земський, С.Зенько.[67][65]

Як підводні спостерігачі тривалий час на ПЛБ працювали гідронавти—дослідники: д.г-м.н, професор В.Геворк'ян, к.б.н. Г.Головань, к.б.н. І.Бондарєв, к.б.н. А.Гусар, В.Гетманцев, Д.Гуцал, В.Бураков, І.Гордєєва, О.Кутаков, М.Людаєв, П.Чижиков, Д.Семенов, В Сумерін, М.Сарваніді, О.Семенов, О.Малиновський, П.Ковригін, В.Вакарюк, О.Повчун, А.Танигін, С.Левін, О.Юшко, Ф.Олійник, І.Маношин, І.Аврашов, В.Яглов, В.Логачов, О.Латко, Л.Лисікова, О.Золотарьов, О.Корольов.

Екіпаж ПЛБ «Бентос-300» № 1 з болгарськими науковцями в порту Варна (1988 рік) Зліва направо: стоять ст.мех О.Загорський, гол.мех. О.Древетняк, 2 ел.мех. С.Пахомов, ст.пом.кап. І.Аврашов, болгарська науковиця, капітан О.Грязнов, болгарський науковець; сидять кухар М.Земський, болгарський науковець, ст.ел.мех. В.Пляко, керівник експедиції В.Бураков.

1 відсік, нижня палуба. Головний механік О.Українець і ст.механік В.Черевков на дозвіллі грають в шахи.

## Твори чи публікації
- Документальний фільм "Наследники «Наутилуса», Мосфільм, 1977 р. https://www.youtube.com/watch?v=zx_DHzRnMnk
- Документальний фільм «Гидронавты»/Реж. С.Хейфец, ЦСДФ, 1990 р,  https://www.youtube.com/watch?v=zc0BqF7ADuY
- Документальний фільм «Подводные аппараты Базы „Гидронавт“/реж. С.Хейфец, к/ст. „Москва“, 1991 р  https://www.youtube.com/watch?v=RP5_ITtvUmY
- Документальний фільм "Подводная лодка "Бентос"/Алиса Троян 17.06.2019 https://www.youtube.com/watch?v=70Ig84SgwFs
- Журнал ;Геологія і корисні копалини Світового океану», 2006 р., випуск № 2, стор. 122—132 https://cyberleninka.ru/article/n/pidvodniy-naukovo-doslidniy-flot-ukrayini/viewer